# Леликово (Медвежьегорский район)
Ле́ликово  — упразднённая деревня на территории Великогубского сельского поселения Медвежьегорского района Республики Карелия Российской Федерации.

## География
Расположена на Малом Леликовском острове архипелага Кижские шхеры в северной части Онежского озера.
По историческим данным расстояние до уездного города (Петрозаводск) — 58 вёрст (1873) / 59 вёрст* (1905). Расстояние до волостного правления (Великогубский погост с выселком Моглицов) — 33 версты. Рядом — в 0,5 версты — соседнее поселение. До отделения почты 33 версты. До пароходной пристани 1 верста.

## История
Александр Фёдорович Гильфердинг останавливался в Леликово 3-4 июля 1871 года. Он записал былины от местного сказителя Василия Аксёнова и от старинщиков, приехавших с острова Большой Клименецкий: Андрея Сарафанова, Степаниды Неклюдиной, Домны Суриковой, Николая Дутикова и Кузьмы Романова.
До упразднения уездно-губернского деления входила в состав Великогубской волости Петрозаводского уезда Олонецкой губернии. Входила в сельское Сенногубское общество (1905).
Представляло собой куст из четырёх деревень с названиями «Северное Леликово», «Южное Леликово», «Ерницко» и «Ерли-Остров» (на соседнем Ерницком острове).
В 1880-х годах в деревне была построена церковь Иоанна Предтечи; она была освящена в 1886 году. Сооружен в 1886 году царскосельским купцом П. Н. Демидовым по плану архитектора А. В. Малова. Постройка храма производилась под непосредственным наблюдением олонецкого губернского архитектора С. Б. Нюхалова.. Об истории строительства храма и о дне его освящения в «Олонецких Губернских Ведомостях» (в № 73 за 1886 год) писал А. Корсаков.
Церковь была закрыта не позже 1930 года
.
В 1990-х годах по инициативе тогдашнего настоятеля кижских храмов о. Николая (Озолина) и при непосредственном участии местных жителей, в церкви начались ремонтные работы. В них принимали участие плотники музея «Кижи».

## Население
| Населённый пункт                                                                                 | Расстояние до волостного правления в вёрстах | По переписи 1873 года | По переписи 1873 года | По переписи 1905 года | По переписи 1905 года |
| Населённый пункт                                                                                 | Расстояние до волостного правления в вёрстах | Количество семей      | Всего жителей         | Количество семей      | Всего жителей         |
| ------------------------------------------------------------------------------------------------ | -------------------------------------------- | --------------------- | --------------------- | --------------------- | --------------------- |
| Леликово, в переписи 1873 года включает Северное Леликово, Южное Леликово, Ерницко и Ерли-Остров | 33                                           | 40                    | 282                   |                       |                       |
| Северное Леликово                                                                                | 33                                           |                       |                       | 22                    | 215                   |
| Южное Леликово                                                                                   | 33                                           |                       |                       | 26                    | 200                   |
| Ерницкий остров                                                                                  | 33                                           |                       |                       | 3                     | 17                    |

За 32 года между составлением списков 1873 и 1905 годов мужчин стало больше на 79 (+57,25 %) и женщин стало больше на 71 (+49,31 %). Общая численность населения увеличилась на 150 человек (+53,19 %).

## Известные уроженцы, жители
- Богданова, Анастасия (Настасья) Степановна (урождённая Зиновьева; 1860—1937) — русская сказительница и вопленица.
- В д. Леликово жил сказитель Василий Аксенов, от которого в 1871 году записывал былины А. Ф. Гильфердинг

## Инфраструктура
Личное подсобное хозяйство с зоной сельскохозяйственного использования, индивидуальная застройка усадебного типа. На 1905 год 40 дворов. За 32 года между составлением списков 1873 и 1905 годов количество дворов увеличилось на 5 (+12.5 %).
В 1905 году насчитывалось 79 лошадей, 144 коровы и 93 головы прочего скота; на одну крестьянскую семью в среднем приходилось 1,61 лошади, 2,94 коровы и 1,9 головы другого скота.
К 1905 году была школа.
Развит туризм.

## Достопримечательности, памятные места
Храм во имя Иоанна Предтечи 1886 года (Культурное наследние Республики Карелия). Сохранился остов каменного дома И. Ф. Клеерова — леликовского крестьянина, жившего в Петербурге и жертвовавшего на строительство храма в родной
деревне.